# Marilyn (film, 2018)
Pour les articles homonymes, voir Marilyn (homonymie).
Pour plus de détails, voir Fiche technique et Distribution.
Marilyn est un film argentin réalisé par Martín Rodríguez Redondo, sorti en 2018.

## Synopsis
Marcos, un jeune de 17 ans, vit avec ses parents dans une ferme où le père est ouvrier agricole. Un soir de carnaval, il s'habille en femme et, sur la route du retour, il est arrêté par le fils du propriétaire de la ferme qui le viole devant ses amis.
Carlos, le père de Marcos, meurt brutalement et la famille doit quitter la ferme. Ils déménagent alors dans une zone urbaine. Marcos entame une relation avec un jeune homme. Sa mère, Olga, se rend compte de cette liaison et lui confisque son téléphone portable. Un matin, Marcos se lève tôt et tue sa mère et son frère.

## Fiche technique
- Titre : Marilyn
- Réalisation : Martín Rodríguez Redondo
- Scénario : Mariana Docampo, Mara Pescio et Martín Rodríguez Redondo
- Musique : Laurent Apffel
- Photographie : Guillermo Saposnik
- Montage : Felipe Gálvez
- Production : Paula Zyngierman
- Société de production : MaravillaCine et Quijote Films
- Pays :  Argentine et  Chili
- Genre : Drame
- Durée : 79 minutes
- Dates de sortie : 
  -  Argentine : 11 octobre 2018

## Distribution
- Walter Rodríguez : Marcos
- Catalina Saavedra : Olga
- Germán de Silva : Carlos
- Ignacio Giménez : Hermano
- Andrew Bargsted : Federico
- Rodolfo García Werner : Facundo
- Germán Baudino : Raúl
- Josefina Paredes : Laura
- Susana Taylor : Beba
- Gastón Leiva : Tucu
- Cristian Ru : Nacho
- Julia González : Yiya
- Karina Antonelli : la mère de Federico
- Santos Lontoya : le père de Federico
- Raúl Latrónico : Agustín

## Distinctions
Le film a obtenu le prix Horizons au festival international du film de Saint-Sébastien. Il a également été présenté dans la section Panorama de la Berlinale 2018.